# Karl Ostberg
Karl Ostberg (* 4. März 1890 in Buchloe; † 29. Mai 1935 in Würzburg) war ein deutscher Polizeibeamter und NS-Funktionär.

## Leben und Tätigkeit
Ostberg nahm von 1914 bis 1918 mit der Bayerischen Armee am Ersten Weltkrieg teil. Im Krieg wurde er als Meldegänger in der 1. Kompanie des Königlich Bayerischen 16. Reserve-Infanterie-Regiments „List“ eingesetzt, wo er Adolf Hitler, der dort ebenfalls als Meldegänger verwendet wurde, kennen lernte.
Nach dem Krieg trat er als Schutzmann in den Polizeidienst in München ein. Außerdem wurde er in dieser Zeit Mitglied des Deutsch-Völkischen Schutz- und Trutzbundes. Zum 1. Mai 1920 wurde er Mitglied der NSDAP (Mitgliedsnummer 1.035).
Im November 1923 nahm Ostberg am Hitler-Ludendorff-Putsch in München teil, weswegen er aus dem Polizeidienst entlassen wurde.
Nach der Neugründung der NSDAP trat Ostberg der Partei zum 1. Juli 1925 erneut bei (Mitgliedsnummer 10.166). Von 1925 bis 1927 war er 2. Beisitzer des Untersuchungs- und Schlichtungsausschusses bei der NSDAP-Reichsleitung und damit neben Walter Buch und Ulrich Graf einer der drei wichtigsten Funktionäre dieser Parteieinrichtung.
1926 übernahm Ostberg die Führung der NSDAP-Sektion München-Neuhausen. Anschließend war er bis 1933 Parteiangestellter. Daneben gehörte er seit dem 9. Februar 1929 der SS an (SS-Nummer 1.315). In dieser wurde er nacheinander zum Sturmbannführer (15. November 1931) und zum Standartenführer (20. April 1934) befördert. Zum 1. Oktober 1932 erhielt Ostberg schließlich die Stellung eines Führers z. b. V. im Stab der 1. SS-Standarte.
Als Parteifunktionär betätigte Ostberg sich vor allem in der NS-Propaganda im Münchener Raum: Dabei fiel er den Behörden insbesondere durch Klebezettelaktionen, die er mit der ihm unterstehenden SS durchführte, auf. Seit Mitte der 1920er Jahre, verstärkt jedoch in der zweiten Jahreshälfte 1931 und erneut während der Reichspräsidentenwahl 1932, ließ Ostberg große Mengen farbiger Klebezettel von der Münchner SS verteilen, die er vermutlich auf eigene Kosten gedruckt hatte und die sich durch ihre antisemitische Stoßrichtung auszeichneten. Rösch zufolge, „überhäuften“ Ostbergs SS-Leute die Stadt regelrecht mit ihren Klebezetteln. Diese befestigten sie auf den Zifferblättern von Standuhren, auf Plakaten, die für Hindenburg warben (auf denen die über den Augen des amtierenden Präsidenten platzierten), an Schaufenstern und auf Parkbänken. Auch übersäten sie Straßenbahnwagen, die Innenräume von Wirtschaften und Kaufhäusern mit ihren Zetteln, stopften diese in Briefkästen und legten sie selbst in Sandkästen ab.
Außer runden Klebezetteln, die zur Wahl Hitlers aufriefen, verbreiteten Ostberg und seine Leute auch rechteckige Zettel, die Parolen gegen „die Juden“ und gegen die katholische Bayerische Volkspartei enthielten. So z. B.:
„Es war einmal ein frommer Mann,/ Bei Scharnagl ging die Sache an./ Die Semmel wurde immer kleiner;/ Der Preis hierfür noch viel gemeiner!/ Sie schwärmten stets für Preisabbau;/ Die Bayer. Volkspartei weiß das genau!“
Wegen einer seiner Klebezettelaktionen wurde Ostberg zu einer Strafe verurteilt. Im Revisionsverfahren wurde er im Oktober 1930 vom Landgericht München I „mangels Beweisen“ von dem Vorwurf, nicht genehmigte Klebezettel hergestellt und verbreitet zu haben, freigesprochen. Rösch bemerkt dazu, dass die Ostberg offensichtlich wohlmeinende Justiz geflissentlich ignoriert habe, dass etliche der in München verteilten Zettel Ostbergs Namen trugen und dass die Polizei bei einer Hausdurchsuchung in Ostbergs Wohnung 300.000 Stück der betreffenden antisemitischen Zettel beschlagnahmt habe. Sichergestellte Klebezettel mit Ostbergs Textentwürfen befinden sich heute im Staatsarchiv München. Zu sehen waren die Briefkuverts mitsamt den antisemitischen Aufklebern Mitte 2017 in der Sonderausstellung „Angezettelt – Antisemitische und rassistische Aufkleber von 1880 bis heute“ des Münchner NS-Dokumentationszentrums, die gemeinsam mit dem Zentrum für Antisemitismusforschung und dem Zentrum Jüdische Studien Berlin-Brandenburg konzipiert wurde.
Einem Bericht der Polizeidirektion München vom 9. Mai 1927 nach wurde er und sein Mitbewohner Heinrich Trambauer verdächtigt, den Anschlag auf die Hauptsynagoge in der Herzog-Max-Straße 7 geplant und ausgeführt zu haben.
Wenige Wochen nach der Machtergreifung der Nationalsozialisten in Berlin am 30. Januar 1933 und wenige Tage nach der Übernahme der bayerischen Landesregierung durch diese im März 1933 wurde Ostberg zum 1. April 1933 in den Staatsdienst aufgenommen: Heinrich Himmler, damals Polizeipräsident von München, ließ Ostberg als verbeamtete Kraft mit dem Rang eines Oberkommissars (Arrestoberverwalter) bei der Polizeidirektion München einstellen. In dieser Stellung war er verantwortlich für das Polizeigefängnis in der Ettstraße („Löwengrube“), in dem damals prominente Häftlinge wie Erwein von Aretin, Fritz Gerlich und Paul Röhrbein festgehalten wurden.
Ostberg starb am 29. Mai 1935 in Würzburg. Er wurde am 3. Juni 1935 auf dem Münchner Westfriedhof in Anwesenheit von Adolf Hitler beigesetzt. Einer in dem 1993 von der Geschichtswerkstatt Neuhausen herausgegebenen Werk Zum Beispiel Neuhausen 1918–1933 zitierten Zeitungsannonce ist zu entnehmen:
„[…] Das Leichenbegängnis gestaltete sich zu einem der größten, die dieser Münchener Friedhof seit langer Zeit gesehen hat. Der Führer selbst war mit Obergruppenführer Brückner und Brigadeführer Schaub gekommen, um diesem verdienten, unermüdlichen und viel zu früh dahingerafften Kämpfer der nationalsozialistischen Bewegung die letzte Ehre zu erweisen. […]“
Postum wurde ein Sturm der SS-Standarte „Julius Schreck“ nach Ostberg benannt.

## Auszeichnungen
- Eisernes Kreuz 2. Klasse, 1. Weltkrieg[10]
- Bayerisches Militärverdienstkreuz 2. Klasse mit Schwertern, 1. Weltkrieg[10]
- Blutorden, Träger-Matrikelnummer 1408 (verliehen am 9. November 1933)[10]
- Goldenes Parteiabzeichen der NSDAP für Mitglieder unterhalb der Mitgliedsnummer 100.000[10][11]
- Koburger Ehrenzeichen[10]
- Nürnberger Parteitags-Abzeichen 1929[10]
- Abzeichen des SA-Treffens in Braunschweig 1931[10]
- Ehrenkreuz des Weltkrieges mit Schwertern[10]